# Gezicht op Palermo
Gezicht op Palermo, de hoofdstad van Sicilië, is een schilderij van Francesco Lojacono (1838-1915). Lojacono was een landschapsschilder in Sicilië. 

## Beschrijving
Het is een olieverfschilderij op doek uit 1875. De stijl is realisme met een romantische inslag.
Het onderwerp is een vergezicht op Palermo, de Baai van Palermo en de Tyrreense Zee. Het wordt gezien vanop het hoogland genoemd Conca d’Oro. De oorspronkelijke titel was overigens ‘Gezicht op Palermo gezien vanop het pad Santa Maria di Gesù'. In de verte is de Monte Pellegrino zichtbaar. Op de voorgrond worden meerdere gewassen en bomen getoond, waarvan de meeste geïmporteerd werden uit China of Indië.
Lojacono liet zich inspireren door Carl Rottmann (1797-1850). Rottmann was hofschilder van koning Lodewijk I van Beieren en experimenteerde met vertezichten op grote afstanden. Lojacono nam zulk perspectief van vertezicht over, zodat Palermo wel weggezonken lijkt in het landschap.

## Historiek
Het schilderij werd voor het eerst getoond ter gelegenheid van het XIIe Congres van Italiaanse Wetenschappers dat in Palermo werd gehouden in 1875. 
Het doek bevindt zich in Palermo, in de Galleria d’arte moderna Sant’Anna. Voor de 12e editie van Manifesta, een Europese biënnale, die in 2018 in Palermo plaats vond, was dit schilderij het embleem; de Manifesta had als thema de Planetaire Tuin waar we moeten samenleven.